# Заріченська сільська рада (Кугарчинський район)
Зарі́ченська сільська рада (рос. Зареченский сельский совет) — муніципальне утворення у складі Кугарчинського району Башкортостану, Росія. Адміністративний центр — присілок Воскресенське.

## Населення
Населення — 714 осіб (2019, 848 в 2010, 911 в 2002).

## Склад
До складу поселення входять такі населені пункти:
| Населений пункт          | Населення, осіб (2002) | Населення, осіб (2010) |
| ------------------------ | ---------------------- | ---------------------- |
| Андрієвка, присілок      | 20                     | 17                     |
| Аралбай, присілок        | 105                    | 109                    |
| Воскресенське, присілок  | 651                    | 629                    |
| Давлетшинський, присілок | 49                     | 32                     |
| Леоновський, присілок    | 65                     | 61                     |